# Jugoslávie na Letních olympijských hrách 1924
Jugoslávii na Letních olympijských hrách 1924 ve francouzské Paříži reprezentovalo 42 mužů v 9 sportech.

## Medailisté
| Medaile | Jméno        | Sport                | Disciplína                 |
| ------- | ------------ | -------------------- | -------------------------- |
| Zlato   | Leon Štukelj | Sportovní gymnastika | Muži víceboj – jednotlivci |
| Zlato   | Leon Štukelj | Sportovní gymnastika | Muži hrazda                |